# High Valleyfield
High Valleyfield är en ort i Storbritannien.   Den ligger i kommunen Fife och riksdelen Skottland, i den centrala delen av landet, 500 km norr om huvudstaden London. High Valleyfield ligger 31 meter över havet och antalet invånare är 2 837.
Terrängen runt High Valleyfield är huvudsakligen platt, men åt nordost är den kuperad. Havet är nära High Valleyfield söderut. Runt High Valleyfield är det ganska tätbefolkat, med 207 invånare per kvadratkilometer. Närmaste större samhälle är Livingston, 18,5 km söder om High Valleyfield. Trakten runt High Valleyfield består i huvudsak av gräsmarker.